# 黄文仪
黄文仪（1991年3月6日—）是一名中国女子赛艇运动员，出生于广东省汕头市，2002年被招入汕头市体校，2007年在第六届城运会上夺得女子轻量级双人双桨和4人双桨金牌。2009年首次入选国家队集训。2010年在赛艇世界杯慕尼黑站上，和刘憬搭档女子赛艇轻量级双人双桨获得亚军。同年在广州亚运会上，与潘飞鸿合作夺得赛艇女子轻量级双人双桨金牌。2012年伦敦奥运会上，与队友徐东香合作夺得赛艇女子轻量级双人双桨银牌，这是广东赛艇选手在奥运会上取得的最好成绩，也是中国赛艇史上首枚女子轻量级项目的奥运奖牌。
在2016年里约奥运会上与潘飞鸿搭档获得女子轻量级双人双桨铜牌。